# Sollentuna FK
Sollentuna FK är en svensk fotbollsklubb hemmahörande i Sollentuna kommun. Klubben bildades under 2012 efter sammanslagning av Sollentuna United FK och Sollentuna Fotboll IF. Klubben har över 4 000 aktiva medlemmar och är därmed en av landets största barn- och ungdomsverksamheter. Klubbens herrlag spelar i Ettan Norra och damlaget i division 1 (från 2019). Klubbchef är Stefan Burman. 
Sollentuna FK bedriver fotbollsverksamhet på ett flertal anläggningar runt om i Sollentuna. Sollentunavallen är herrlagets hemmaarena medan damlaget spelar på Norrvikens IP. Förutom dessa arenor har klubben även verksamhet på Kärrdals BP, Edsbergs sportfält, Helenelunds IP, Töjnans bollplan, Viby BP och Tegelhagens BP.
Ett av Sollentuna FK:s affischnamn var tidigare Anders Limpar, som var assisterande tränare i klubbens herrlag. Sedan 2023 tränas herrlaget av Marwan Salman. Laget slutade på tredje plats i division 2 Norra Svealand, 2016 slutade Sollentuna FK:s herrlag, Sollentuna FF på första plats i division 2 Norra Svealand. Sedan 2017 spelar herrlaget i division 1.

## Historik
Sollentuna FK är en sammanslagning av Sollentuna United FK och Sollentuna Fotboll IF. Dessa två föreningar är i sin tur sammanslagningar av fem mindre klubbar i Sollentuna. Sollentuna United FK är en sammanslagning av Edsbergs IF, Turebergs IF fotbollssektion och Kärrdals IF fotbollssektion. Sollentuna Fotboll IF är en sammanslagning av IFK Sollentuna och Helenelunds IK respektive fotbollssektioner.

## Spelare

### Spelartruppen
(L) - Inlånad spelare
| Nummer      | Land      | Spelare             | Födelsedatum      | Kom från          | Moderklubb        |           |
| Målvakter   | Målvakter | Målvakter           | Målvakter         | Målvakter         | Målvakter         | Målvakter |
| ----------- | --------- | ------------------- | ----------------- | ----------------- | ----------------- | --------- |
| 1           | Sverige   | Viktor Blumenthal   | 16 oktober 2005   | Sollentuna FK U   | Sollentuna FK     |           |
| 13          | Sverige   | Noah Nytén          | 28 april 2006     | Sollentuna FK U   | Bollstanäs SK     |           |
| Försvarare  |           |                     |                   |                   |                   |           |
| 2           | Sverige   | Lukas Johansson     | 0 december 2007   | Sollentuna FK U   | IF Brommapojkarna |           |
| 3           | Sverige   | Opeluwa Johnsson    | 5 juli 2006       | Sollentuna FK U   | FC Arlanda        |           |
| 4           | Sverige   | David Bengtsson     | 16 maj 2003       | AIK               | Sollentuna FK     |           |
| 8           | Sverige   | Petter Soelberg     | 6 februari 1998   | IFK Haninge       | Boo FF            |           |
| 17          | Sverige   | Johannes Danho      | 17 juni 2004      | BK Forward        | BK Forward        |           |
| 25          | Sverige   | Vilgot Åström       | 10 mars 2006      | GIF Sundsvall     | Boo FF            |           |
| 27          | Sverige   | Fredrik Sandell     | 29 oktober 1994   | AFC Eskilstuna    | Värtans IK        |           |
| Mittfältare |           |                     |                   |                   |                   |           |
| 5           | Sverige   | Jonathan Zeberga    | 13 oktober 2005   | Djurgårdens IF    | IFK Haninge       |           |
| 6           | Sverige   | Adrian Hamidi       | 31 maj 2000       | Karlbergs BK      | Bele Barkarby FF  |           |
| 7           | Sverige   | Marcus Burman       | 9 augusti 1996    | GIF Sundsvall     | Huddinge IF       |           |
| 14          | Sverige   | Aron Sandén         | 19 april 1999     | IF Brommapojkarna | Spånga IS         |           |
| 15          | Sverige   | Felix Gustafsson    | 31 maj 2006       | Sollentuna FK U   | Sollentuna FK     |           |
| 18          | Sverige   | Erik Lundell        | 28 september 2008 | Sollentuna FK U   | Sollentuna FK     |           |
| 19          | Sverige   | Alexander Schönning | 16 mars 2006      | Sollentuna FK U   | Sollentuna FK     |           |
| 21          | Sverige   | Wilgot Marshage     | 8 augusti 2004    | Hammarby IF       | IFK Lidingö       |           |
| 22          | Sverige   | Emil Stenstrand     | 15 juli 2002      | Sollentuna FK U   | Sollentuna FK     |           |
| 23          | Sverige   | Oskar Löfström      | 29 juni 2004      | Djurgårdens IF    | Boo FF            |           |
| Anfallare   |           |                     |                   |                   |                   |           |
| 9           | Sverige   | William Videhult    | 13 oktober 2002   | Piteå IF          | IK Oden           |           |
| 10          | Sverige   | Mattias Mitku       | 20 juli 2001      | AFC Eskilstuna    | IFK Tumba         |           |
| 11          | Sverige   | Yakob Gülgör Gulle  | 5 november 2005   | Sollentuna FK U   | Sollentuna FK     |           |
| 20          | Sverige   | Las Mirman          | 5 december 2005   | Sollentuna FK U   | Sollentuna FK     |           |